# 高桥镇 (上海市)
高桥镇，古称清溪、清浦、清州，是中国上海市浦东新区下辖的一个镇，位于浦东新区北端。面积38.73平方公里，户籍人口8.49万人（2008年）。

## 历史
高桥镇自唐代开始逐渐成陆，宋代先后隶属于昆山县临江乡与嘉定县。中心的高桥古镇可以追溯到南宋时期，据史料记载，当时已有顺济庵、法昌寺等建筑。
明洪武十九年（1386年），明太祖朱元璋在此建清浦寨，护守长江之口。明永乐十年（1412年），在高桥临海处筑土山，建烽堠，昼举烟，夜明火，永乐帝名之为“宝山”并亲笔撰文，刻石立碑，为“宝山御碑”。山于万历十年（1582年）因年久失修被海潮冲垮，而此碑现已移至高桥中学校园中，1984年新建碑亭，现为浦东新区文物保护单位。
明代，在今高桥镇以北二里许的清浦镇开始繁荣。然明嘉靖三十二年（1553年），倭寇袭扰清浦镇，盘踞法昌寺，致使市面冷落，加之浜港淤塞，市船不通，商人商铺沿清浦港向南迁徙，高桥镇遂兴。
清雍正二年（1724年），隶属于宝山县。嘉靖年间，高桥镇自北行头（今北市梢）始，傍清浦港沿河建北街，再沿高桥界浜（高桥港）建成东街和西街，形成丁字形三条长街，即今日高桥古镇“二港三街”的基本格局。宣统二年（1910年），设高桥乡。民国十七年（1928年），划归上海特别市，为高桥区。
由于高桥界浜于天灯口直通黄浦江，加之上海开埠，中外商人云集上海，高桥乡民转而集中去上海做工经商，促进了高桥的繁荣和发展。1932年，上海最早开放的海滨天然浴场在高桥长江口龙王庙建成，加上有市轮渡可直通上海，高桥由此成为上海近郊的一处旅游胜地。1937年，日寇进犯，龙王庙沦为战场，海滨浴场被毁。
高桥扼守吴淞口，历来为军事要地，1862年太平军进军上海和1949年上海解放战役中，高桥都是重要的军事目标，现仍有碉堡。
解放以后，区划历经改动。1956年2月，撤销高桥区，并入东郊区。1958年9月，凌桥、海滨、高东、高南四乡和高桥镇合并，成立东风公社。同年10月，东郊区撤销，改为隶属浦东县。1959年4月，东风公社改为高桥公社。同年5月，高桥公杜析为海滨、凌桥、高东、高南四个公社。1960年1月，吴淞区建立，高桥中兴镇划归吴淞区。同年2月，高桥镇改街道办事处，直属浦东县。11月，上海炼油厂、上海石油采购供应站、上炼新村等地区划拨吴淞区。1961年1月，撤销浦东县，划拨川沙县。同年7月，恢复高桥镇建制，隶属川沙县。1964年5月，吴淞区撤销，中兴镇地区划归川沙县。1984年3月，政社分设，设立高桥镇、高桥乡、凌桥乡。
浦东开发开放以来，高桥镇不断发展。1992年，划归浦东新区，成立外高桥保税区。1995年11月，撤销高桥乡建制，建立外高桥镇；撤销凌桥乡建制，建立凌桥镇。1998年9月7日，外高桥镇并入高桥镇。2000年4月，撤销高桥镇与凌桥镇建制，建立新的高桥镇。2005年，高桥老街由上海市政府列为历史风貌保护区。

## 行政区划
上炼新村一社区、上炼新村二社区、高桥新村社区、潼港一村社区、东街社区、南街社区、西街社区、富特三社区、富特四社区、富特五社区、潼港二村社区、潼港三村社区、金高社区、凌桥社区、海高新村社区、潼港五村社区、潼港六村社区、潼港八村社区、凌桥第二社区、潼港四村社区、潼港西八村社区、陆凌社区、永久新村社区、学前街社区、高桥新城第一社区、港城新苑社区、凌桥第三社区、和祥佳园社区、凌桥第四社区、凌桥第六社区、凌桥第五社区、高桥新城第二社区、浦凌佳苑社区、潼港七村社区、凌桥第七社区、南塘村、陆凌村、屯粮巷村、新农村、镇北村、北新村、西新村、新益村、仓房村、三岔港村、龙叶村、凌桥村和顾家圩村。

## 境内景点
- 高桥港
- 高桥烈士陵园
- 仰贤堂
- 高桥绒绣馆
- 凌氏民宅/高桥人家陈列馆
- 太平天国烈士墓
- 永乐御碑
- 老宝山城遗址
- 中国人民解放軍61398部隊[9]

## 特产
- 高桥松饼
- 高桥薄脆
- 松糕